# ایلیا گلبوف
ایلیا گلبوف (استونیایی: Ilja Glebov؛ زادهٔ ۲۲ ژوئیهٔ ۱۹۸۷) اسکیت‌باز نمایشی اهل استونی است. وی در بازی‌های المپیک زمستانی ۲۰۱۰ شرکت کرده است.